# Pistius
Pistius (Simon, 1875) è un genere di ragni appartenente alla famiglia Thomisidae.

## Distribuzione
Le 10 specie note di questo genere sono state rinvenute nella regione paleartica e nell'India: la specie dall'areale più vasto è la P. truncata, rinvenuta in varie località della regione paleartica

## Tassonomia
Secondo alcune considerazioni espresse dall'aracnologo Lehtinen in un lavoro (2005a), la gran parte o tutte le specie appartenenti al genere Pistius Thorell, 1887 rinvenute in India, andrebbero ascritte al genere Massuria Thorell, 1887.
Non sono stati esaminati esemplari di questo genere dal 2011.
A dicembre 2014, si compone di dieci specie:
- Pistius barchensis Basu, 1965 — India
- Pistius bhadurii Basu, 1965 — India
- Pistius gangulyi Basu, 1965 — India, Cina
- Pistius kalimpus Tikader, 1970 — India
- Pistius kanikae Basu, 1964 — India
- Pistius robustus Basu, 1965 — India
- Pistius rotundus Tang & Li, 2010 — Cina
- Pistius tikaderi Kumari & Mittal, 1999 — India
- Pistius truncatus (Pallas, 1772)[2] — Regione paleartica
- Pistius undulatus Karsch, 1879 — Russia, Kazakistan, Cina, Corea, Giappone

### Specie trasferite
- Pistius roonwali Basu, 1964; trasferita al genere Massuria Thorell, 1887.
- Pistius sreepanchamii Tikader, 1962; trasferita al genere Massuria Thorell, 1887.